# Nilokeras
Nilokeras  è una caratteristica di albedo della superficie di Marte.